# Фернандес де ла Мора, Пилар
Пилар Фернандес де ла Мора (исп. Pilar Fernández de la Mora; 26 марта 1867, Севилья — 15 августа 1929) — испанская пианистка и музыкальный педагог.
Училась в Севилье, затем в Мадриде у Хуана Марии Гельбенсу; во время испанских гастролей Антона Рубинштейна играла перед русским пианистом и вызвала его одобрение; в дальнейшем, в период обучения в Париже под руководством Амбруаза Тома, вновь встретилась с Рубинштейном и взяла у него несколько уроков. Как утверждается, стала первой испанской пианисткой, окончившей Парижскую консерваторию. Затем совершенствовала своё мастерство в Германии у Тересы Карреньо и вновь в Париже у Франсиса Планте. Как исполнительница предпочитала произведения Бетховена, Шопена, Шумана. Наиболее известна педагогической деятельностью: с 1896 года преподавала в Мадридской консерватории. Среди учеников Пилар Фернандес были, в частности, Хосе Кубилес и Хулиан Баутиста.